# Leptoxis showalterii
Leptoxis showalterii е изчезнал вид коремоного от семейство Pleuroceridae.

## Разпространение
Видът е бил ендемичен за САЩ.